# Tetrastemma verinigrum
Tetrastemma verinigrum är en djurart som tillhör fylumet slemmaskar, och som beskrevs av Jirô Iwata 1954. Tetrastemma verinigrum ingår i släktet Tetrastemma och familjen Tetrastemmatidae. Inga underarter finns listade i Catalogue of Life.